# Puchar Polski (województwo łódzkie) w piłce nożnej mężczyzn (2022/2023)
W sezonie 2022/2023 Puchar Polski na szczeblu regionalnym w województwie łódzkim składał się z 3 rund, w których wzięło udział 8 zespołów: 2 z OPP Łódź, 2 z OPP Piotrków Trybunalski, 2 z OPP Sieradz i 2 z OPP Skierniewice. Rozgrywki miały na celu wyłonienie zdobywcy Regionalnego Pucharu Polski w województwie łódzkim i uczestnictwo na szczeblu centralnym Pucharu Polski w sezonie 2023/2024.

## Uczestnicy
| III liga | IV liga                                                                           | klasa okręgowa                    |
| --- | --------------------------------------------------------------------------------- | --------------------------------- |
| - ŁKS II Łódź – OPP Łódź - Lechia Tomaszów Mazowiecki – OPP Piotrków Trybunalski - Warta Sieradz – OPP Sieradz - Pelikan Łowicz – OPP Skierniewice - Unia Skierniewice – OPP Skierniewice | - Sokół Aleksandrów Łódzki – OPP Łódź - Stal Niewiadów – OPP Piotrków Trybunalski | - Złoczevia Złoczew – OPP Sieradz |

## 1/4 finału
Losowanie par ćwierćfinałowych, podobnie jak następnych faz, miało miejsce 3 lutego 2023 roku, natomiast mecze rozegrano 19 kwietnia tegoż roku.
| 19 kwietnia 2023 | Sokół Aleksandrów Łódzki | 1:5   | Unia Skierniewice                                                 |  |
| 17:30            | 66' Ołeksij Najdyszak    | (0:3) | 10' Tomasz Bała · 25', 39', 46' Kamil Sabiłło · 50' Mateusz Szmyd |  |

| 19 kwietnia 2023 | Warta Sieradz    | 1:2   | Lechia Tomaszów Mazowiecki                |  |
| 17:00            | 11' Takatō Sakai | (1:1) | 22' Kamil Lewiński · 56' Kacper Przedbora |  |

| 19 kwietnia 2023 | Złoczevia Złoczew | 0:2 (pd.) | ŁKS II Łódź                            |  |
| 17:00            |                   | (0:0)     | 95' Aleksander Ślęzak · 120' Hugo Ista |  |

| 19 kwietnia 2023 | Stal Niewiadów    | 1:5   | Pelikan Łowicz                                                                 |  |
| 17:30            | 84' Dawid Świątek | (0:3) | 13' Maksymilian Czeczko · 23' Eryk Woliński · 34', 53', 90' Szymon Sołtysiński |  |

## 1/2 finału
Losowanie par ćwierćfinałowych miało miejsce 3 maja 2023 roku, natomiast mecze rozegrano 10 maja tegoż roku.
| 10 maja 2023 | Unia Skierniewice                                                                 | 4:2   | ŁKS II Łódź                               |  |
| 16:00        | 48' Kamil Sabiłło · 53' Mateusz Stępień · 66' Mateusz Magdziarz · 88' Tomasz Bała | (0:0) | 78' Igor Lambrecht · 83' Jakub Romanowicz |  |

| 10 maja 2023 | Lechia Tomaszów Mazowiecki                   | 2:1   | Pelikan Łowicz         |  |
| 17:30        | 88' Kamil Szymczak · 90' Bartosz Snopczyński | (0:1) | 42' Szymon Sołtysiński |  |

## Finał
Mecz finałowy odbył się 14 czerwca 2023 roku. W nim Unia Skierniewice pokonała Lechię Tomaszów Mazowiecki, dzięki czemu wygrała Puchar Polski na szczeblu województwa łódzkiego i uzyskała prawo do gry na szczeblu centralnym Pucharu Polski w sezonie 2023/2024.
| 14 czerwca 2023 | Lechia Tomaszów Mazowiecki | 1:2 (pd.) | Unia Skierniewice                        |                                      |
| 18:00           | 90' Kamil Szymczak         | (0:0)     | 88' Kamil Sabiłło · 120' Mateusz Stępień | Stadion Miejski im. Władysława Króla |